# Robert Calder
Sir Robert Calder (Elgin, 13 luglio 1745 – Holt, 1º settembre 1818) è stato un ammiraglio britannico.
Era figlio di Sir James Calder e di Alice Hughes. Il padre era il 3º baronetto Calder di Muirton, che era stato nominato Gentleman Usher della Privy chamber della regina Carlotta, moglie di re Giorgio III, da Lord Bute nel 1761. Il fratello maggiore, che successe al padre nel titolo di baronetto, era il maggior generale Sir Henry Calder.

## Biografia
Dopo aver frequentato ad Elgin le prime scuole, entrò nella Royal Navy nel 1759. Come marinaio medio ricevette un premio di 1800 sterline per aver partecipato alla cattura della nave porta-tesori spagnola Hermione il 21 maggio 1762 e fu nominato successivamente guardiamarina. Con quel grado prestò servizio nei Caraibi a bordo della Essex, sotto il comando del capitano George Faulkner. Le promozioni giunsero lentamente e ricevette il comando di una nave con il grado (di allora) di post-captain nel 1780. Gli venne assegnata la fregata HMS Diana, nella flotta comandata dall'ammiraglio Richard Kempfelt e portò onorevolmente a termine tutti i compiti assegnatigli, ma per lungo periodo non ebbe l'opportunità di mettersi in evidenza.
Nel 1796 venne nominato "Capitano della Flotta" dell'ammiraglio John Jervis ed in tale veste partecipò alla Battaglia di Capo San Vincenzo il 14 febbraio 1797. Dopo la battaglia egli venne prescelto per tornare in Gran Bretagna ad annunciare l'avvenuta vittoria. Con l'occasione il re Giorgio III lo nominò Cavaliere il 3 marzo 1797, ricevette i ringraziamenti anche da parte del Parlamento britannico ed il 22 agosto 1798 ricevette il titolo di 1º baronetto Calder di Southwick. Nel 1799 fu promosso contrammiraglio e nel 1804, divenuto vice-ammiraglio, venne inviato con un piccolo squadrone a caccia della forza navale dell'ammiraglio francese Ganteaume, che trasportava i rifornimenti per la spedizione francese in Egitto, ma la sua missione non ebbe esito positivo. Durante la guerra della terza coalizione egli comandò gli squadroni navali che bloccarono i porti francesi di Rochefort e di Ferrol, nei quali, fra l'altro venivano allestite navi per l'invasione dell'Inghilterra, progettata da Napoleone Bonaparte. La sua forza navale era numericamente inferiore a quella nemica ed egli rifiutò sempre di lasciarsi attirare in mare aperto.

### La battaglia di Capo Finisterre
Venuto a sapere che Napoleone aveva ordinato di forzare il blocco britannico a El Ferrol, come preludio all'invasione dell'Inghilterra, l'ammiragliato britannico ordinò al contrammiraglio Charles Stirling di raggiungere con la sua flotta l'ammiraglio Calder ed unirsi a lui per intercettare le navi francesi al passaggio da Brest. L'approssimarsi del nemico fu celato dalla fitta nebbia e questi venne avvistato solo il 22 luglio 1805: una flotta franco-spagnola al comando dell'ammiraglio francese Pierre Charles Silvestre de Villeneuve. Le forze franco spagnole superavano in numero quelle inglesi (20 contro 15), ma Calder diede ugualmente l'ordine di attacco. La battaglia, nota come battaglia di Capo Finisterre, si svolse in una grande confusione a causa della scarsa visibilità, essendo iniziati i combattimenti solo nel tardo pomeriggio. Dopo quattro ore di combattimenti, essendo scesa la notte, Calder diede ordine di cessare il fuoco e la situazione si presentava come segue: gl'inglesi si trovarono con 39 fra marinai ed ufficiali uccisi e 159 feriti, ma con il bottino di due navi catturate al nemico; i franco-spagnoli lamentavano 158 morti e 320 feriti.
Nei giorni immediatamente successivi le due flotte si fronteggiarono senza tuttavia dar nuovamente battaglia: Calder aveva deciso di proteggere le sue due prede (e una delle sue navi fortemente danneggiata) mentre Villeneuve rinunciò ad attaccare e fece rotta verso Ferrol prima e verso Cadice poi, anziché verso Brest, come gli era stato ordinato. Se il comportamento di Villeneuve suscitò sdegno e rabbia in Francia, particolarmente nell'imperatore, che vide così frustrato definitivamente il suo progetto d'invasione dell'Inghilterra, quello di Calder suscitò l'indignazione popolare per il mancato proseguimento dei combattimenti il giorno successivo alla battaglia. Calder rispose alle critiche chiedendo il giudizio di una corte marziale. Questa venne costituita e Calder venne convocato a Londra, mentre il comando della sua flotta fu affidato ad Orazio Nelson, il quale cavallerescamente lasciò la nave ammiraglia da 98 bocche da fuoco, Prince of Wales, a Calder per il suo rientro in patria. Calder partì per il rientro agl'inizi di ottobre e la corte marziale si riunì il 23 dicembre 1805. Il giudizio verso Calder fu negativo e gli venne inflitta una severa reprimenda per non aver rinnovato l'attacco alla flotta di Villeneuve il giorno successivo, ma venne assolto dall'accusa di codardia e disinteresse.
A Calder non fu più affidato alcun comando in mare, tuttavia il 31 luglio 1810 venne promosso ammiraglio e affidato il comando della base di Plymouth. Nel gennaio 1815, quale pubblico riconoscimento dei suoi servigi ed a conferma dell'assoluzione dalle accuse di codardia e disinteresse, il 2 gennaio 1815 gli venne conferito il titolo di Cavaliere Commendatore dell'Ordine del Bagno.

### Vita privata
Calder aveva sposato nel 1779 Amelia Michell ma dal matrimonio non nacquero figli.